# Прапор Привітного (Алуштинська міська рада)
Прапор Привітного — офіційний символ села Привітне (Ялтинський район АРК), затверджений рішенням Привітненської сільської ради від 18 грудня 2008 року.

## Опис прапора
Прямокутне полотнище зі співвідношенням ширини до довжини 2:3, що складається з горизонтальних смуг — зеленої та синьої, розділених тонкими хвилястими смужками — білою, синьою та білою; у центрі — щит з гербом села.